# Den Skandinaviske Bryggerhøjskole
Den Skandinaviske Bryggerhøjskole er en uddannelsesinstitution beliggende i Valby i København. Den blev grundlagt i 1925, og har den danske Bryggeriforeningen som hovedejer, med bryggeriforeningerne i Norge, Sverige og Finland med mindre ejerandele.
Bryggerhøjskolen uddanner brygmestre og diplombryggere, samt udbyder en bred vifte af kurser til små og store bryggerier i ind og udland, samt til private der er interesseret i fremstilling af øl, og viden om øl og mad.
Undervisningen foregår mest på engelsk, idet der også deltager studerende udenfor Skandinavien.